# Leilane Assunção
Leilane Assunção (Ceará Mirim, 14 de marzo de 1981- Natal, 13 de noviembre de 2018) fue una historiadora, profesora universitaria, feminista, antiprohibicionista y activista por los derechos humanos. Se la considera la primera mujer trans en ocupar un puesto docente en una universidad brasileña. Doctora en Ciencias Sociales por la Universidad Federal de Río Grande del Norte (UFRN), dedicó su vida a defender los derechos de la población LGBT y a luchar por la igualdad y el reconocimiento de las personas trans.

## Biografía
Assunção ingresó en la Universidad Federal de Rio Grande do Norte (UFRN) para estudiar Historia, donde realizó su transición de género a los 24 años, cuando aún estaba en la UFRN. Sin embargo, tuvo dificultades para que la institución respetase su nombre social hasta 2011, y tuvo que emprender acciones legales contra la propia universidad por ello.
Licenciada en Historia, Assunção realizó un máster y un doctorado en Ciencias sociales en la UFRN, especializándose en investigaciones sobre el Brasil contemporáneo, las artes y las cuestiones de género. También fue profesora suplente en la misma institución, donde trabajó activamente hasta el final de su contrato.

### Activismo
Además de su carrera académica, Leilane fue una activa defensora de los derechos humanos, especialmente de las cuestiones LGBT. Representó a la profesora Berenice Bento cuando recibió el Premio Nacional de Derechos Humanos en 2011, destacándose como una voz importante en la defensa de los derechos de las mujeres travestis y transgénero. También fue una de las fundadoras del ciclo de debates antiprohibicionistas y de la Marcha Mundial de la Marihuana en Natal, promoviendo discusiones críticas sobre la despenalización de las drogas, que consideraba esencial para combatir la violencia asociada al tráfico y al consumo estigmatizado.
Leilane criticó la despolitización del movimiento LGBT, argumentando que la lucha por los derechos debe ir más allá de las festividades y centrarse en debates sobre inclusión, derechos y ciudadanía. Para ella, la legalización de las drogas no era sólo una cuestión de salud pública, sino de justicia social. También era conocida por su hospitalidad y generosidad, celebrando anualmente la "Navidad para los que no tienen Navidad", una celebración dirigida a personas de la comunidad LGBT que se enfrentaban al rechazo familiar y pasaban las fiestas solas.
En 2016, fue invitada a participar en el programa Xeque Mate de la TV Universitária do Rio Grande do Norte (TVU), respondiendo a las preguntas de los estudiantes de Comunicación Social de la UFRN.
También en 2016, fundó la Red Nacional de Feministas Antiprohibicionistas (RENFA).

## Reconocimientos
En 2011, recibió el Premio de Derechos Humanos en la categoría Igualdad de género de manos de la entonces presidenta Dilma Rousseff, la doctora Berenice Bento, por defender los derechos de las travestis y transexuales. Ha recibido reconocimientos en tesis de maestría, libros y publicaciones de artículos científicos.
Produce el capítulo 7 denominado En la Historia de la Esclavitud, una Reflexión para la Ciudadanía en el Siglo XXI en la obra El Recôncavo bahiano sale del closet: Universidad, Género y Sexualidad. El libro es resultado de la producción teórica del 1º Festival Anual de Sexualidades Múltiples realizado entre el 15 y el 18 de mayo en la Universidad Federal de Recôncavo da Bahia, evento que construyó el debate sobre los desafíos del acceso de los homosexuales a la Educación Superior.
En 2019, el Sindicato de Profesores de la UFRN (ADURN) emitió una entrevista con Leilane, titulada «Leiane Assunção, presente», como homenaje a su trayectoria como estudiante, primera profesora trans de Brasil y activista por los derechos humanos.
En 2023, la concejala Brisa Brachi propuso la creación de la Encomienda Leilane Assunção, para quienes se destaquen en la promoción y defensa de la ciudadanía LGBT y en la lucha contra la LGBT-fobia en Natal. En 2024, el Ayuntamiento de Natal aprobó la creación de la Encomienda Assunção.
En su homenaje se crearon varios colectivos y organizaciones que llevan su nombre, como el Coletivo LGBT+ Leilane Assunção, en Natal, así como el Coletivo Leilane Assunção, vinculado al Instituto de Filosofía y Ciencias Humanas (IFCH) de la Universidad Estadual de Campinas.

## Fallecimiento
Assunção falleció a los 37 años a causa de una infección fúngica, tras 30 días de hospitalización en el Hospital Giselda Trigueiro de Natal. Su muerte causó conmoción entre amigos, colegas y antiguos alumnos. La Dirección Directiva del Sindicato Nacional de Empleados Federales de Educación Básica, Profesional y Tecnológica (SINASEFE) Sección Natal publicó una nota de condolencias por el fallecimiento de la profesora Leilane Assunção.